# Кросно-Оджанське (гміна)
Гміна Кросно-Оджанське (пол. Gmina Krosno Odrzańskie) — місько-сільська гміна у північно-західній Польщі. Належить до Кросненського повіту Любуського воєводства.
Станом на 31 грудня 2011 у гміні проживало 18604 особи.

## Площа
Згідно з даними за 2007 рік площа гміни становила 211.52 км², у тому числі:
- орні землі: 32.00%
- ліси: 47.00%

Таким чином, площа гміни становить 15.22% площі повіту.

## Населення
Станом на 31 грудня 2011:
| Опис     | Загалом | Загалом | Чоловіки | Чоловіки | Жінки | Жінки |
| -------- | ------- | ------- | -------- | -------- | ----- | ----- |
| одиниця  | осіб    | %       | осіб     | %        | осіб  | %     |
| все      | 18604   | 100     | 9082     | 48.82    | 9522  | 51.18 |
| міське   | 12067   | 100     | 5833     | 48.34    | 6234  | 51.66 |
| сільське | 6537    | 100     | 3249     | 49.70    | 3288  | 50.30 |

## Сусідні гміни
Гміна Кросно-Оджанське межує з такими гмінами: Битниця, Бобровіце, Ґубін, Домбе, Машево, Червенськ.